# Шубино (Крым)
Шу́бино (до 1945 года Шу́бино-Байгоджа́, ранее Бай-Коджа́; укр. Шубине, крымскотат. Bay Qoca, Бай Къоджа) — село в Кировском районе Республики Крым, входит в состав Токаревского сельского поселения (согласно административно-территориальному делению Украины — Токаревского сельсовета Автономной Республики Крым).

## Население
| 2001 | 2014 |
| ---- | ---- |
| 1064 | ↘890 |

Всеукраинская перепись 2001 года показала следующее распределение по носителям языка
| Язык             | Процент |
| ---------------- | ------- |
| русский          | 76.5    |
| крымскотатарский | 13.63   |
| украинский       | 6.02    |
| другие           | 0.28    |

### Динамика численности
| - 1805 год — 49 чел. - 1864 год — 177 чел. - 1889 год — 243 чел. - 1892 год — 241 чел. - 1902 год — 191 чел. - 1915 год — 313/10 чел. | - 1926 год — 389 чел. - 1939 год — 505 чел. - 1989 год — 1144 чел. - 2001 год — 1064 чел. - 2009 год — 1034 чел. - 2014 год — 890 чел. |

## Современное состояние
На 2017 год в Шубино числится 9 улиц; на 2009 год, по данным сельсовета, село занимало площадь 83 гектара на которой, в 390 дворах, проживало 1034 человека. На территории села действуют учебно-воспитательный комплекc школа-детский сад, дом культуры, постройки 1954 года, реконструированный в 2014 году, фельдшерско-акушерский пункт, отделение почты России. Шубино связано автобусным сообщением с Феодосией, райцентром и соседними населёнными пунктами.

## География
Шубино — село на севере района в степном Крыму, на берегах впадающего в Сиваш безымянного ручья, высота центра села над уровнем моря — 14 м. Ближайшие населённые пункты: Токарево в 4,5 км на запад и райцентр Кировское — примерно в 6 километрах (по шоссе) на юг, там же ближайшая железнодорожная станция — Кировская (на линии Джанкой — Феодосия). Транспортное сообщение осуществляется по региональной автодороге 35Н-209 Кировское — Токарево (по украинской классификации — С-0-10520).

## История
Первое документальное упоминание села встречается в Камеральном Описании Крыма… 1784 года, судя по которому, в последний период Крымского ханства Баи-Коджа входил в Старо-Крымский кадылык Кефинского каймаканства. После присоединения Крыма к России (8) 19 апреля 1783 года, (8) 19 февраля 1784 года, именным указом Екатерины II сенату, на территории бывшего Крымского Ханства была образована Таврическая область и деревня была приписана к Левкопольскому, а после ликвидации в 1787 году Левкопольского — к Феодосийскому уезду Таврической области. После Павловских реформ, с 1796 по 1802 год, входила в Акмечетский уезд Новороссийской губернии. По новому административному делению, после создания 8 (20) октября 1802 года Таврической губернии, Байгоджа был включён в состав Парпачской волости Феодосийского уезда.
По Ведомости о числе селений, названиях оных, в них дворов… состоящих в Феодосийском уезде от 14 октября 1805 года, в деревне Балгоджа числилось 18 дворов и 49 жителей. На военно-топографической карте генерал-майора Мухина 1817 года деревня Банаджа обозначена также с 18 дворами. После реформы волостного деления 1829 года Байкоджа, согласно «Ведомости о казённых волостях Таврической губернии 1829 года», отнесли к Агерманской волости (переименованной из Парпачской). На карте 1836 года в деревне 34 двора, как и на карте 1842 года.
В 1860-х годах, после земской реформы Александра II, деревню приписали к Арма-Элинской волости. Согласно «Памятной книжке Таврической губернии за 1867 год», деревня Байгоджа была покинута жителями в 1860—1864 годах, в результате эмиграции крымских татар, особенно массовой после Крымской войны 1853—1856 годов, в Турцию и заселена государственными крестьянами из Воронежской губернии, а деревня переименована в Шубино. Согласно «Списку населённых мест Таврической губернии по сведениям 1864 года», составленному по результатам VIII ревизии 1864 года, Шубино (оно же Байгоджа) — русское общинное село с 19 дворами и 177 жителями близ Сиваша. По обследованиям профессора А. Н. Козловского начала 1860-х годов, в селении «имелось достаточное количество пресной воды» из колодцев глубиною не более 1,5 сажени (менее 3 м). На трёхверстовой карте Шуберта 1865—1876 года в деревне Байгоджа (Шубино) обозначено 42 двора.
По «Памятной книге Таврической губернии 1889 года», по результатам Х ревизии 1887 года, в деревне Байгоджа, уже Владиславской волости, числилось 33 двора и 243 жителя. По «…Памятной книжке Таврической губернии на 1892 год» в деревне Шубино-Байгоджа, входившей в Унгутское сельское общество, числилось 219 жителей в 30 домохозяйствах, а в не входившем в сельское общество — 12 безземельных жителей, домохозяйств не имеющих. На верстовой карте Крыма 1896 года в селении обозначено 53 двора с русским населением и действующая церковь. По «…Памятной книжке Таврической губернии на 1902 год» в деревне Шубино-Байгоджа числился 191 житель в 30 домохозяйствах. По Статистическому справочнику Таврической губернии. Ч.II-я. Статистический очерк, выпуск пятый Феодосийский уезд, 1915 год, в селе Шубино-Байгоджа Владиславской волости Феодосийского уезда числилось 56 дворов с русским населением в количестве 313 человек приписных жителей и 10 «посторонних». В селе Байгоджа (оно же Шубино вакуф)
числилось 19 дворов (2 двора с землёй, 17 — безземельные) с татарским населением в количестве 44 человек приписных жителей и 35 «посторонних», из которых 35 мужчин и 44 женщин. Жители владели 233 десятинами удобной земли. В хозяйствах имелось 49 лошадей, 12 волов, 19 коров и 196 голов овец, свиней, или коз. На 1917 год в селе действовала церковь.
После установления в Крыму Советской власти, по постановлению Крымревкома от 8 января 1921 года была упразднена волостная система и село вошло в состав вновь созданного Владиславовского района Феодосийского уезда, а в 1922 году уезды получили название округов. 11 октября 1923 года, согласно постановлению ВЦИК, в административное деление Крымской АССР были внесены изменения, в результате которых округа ликвидировались и Владиславовский район стал самостоятельной административной единицей. Декретом ВЦИК от 04 сентября 1924 года «Об упразднении некоторых районов Автономной Крымской С. С. Р.» в октябре 1924 года район был преобразован в Феодосийский и село включили в его состав. Согласно Списку населённых пунктов Крымской АССР по Всесоюзной переписи 17 декабря 1926 года, в селе Шубино-Байгоджа, центре Шубино-Байгоджинского сельсовета Феодосийского района, числилось 78 дворов, из них 76 крестьянских, население составляло 389 человек, из них 385 русских, 2 немца, 2 украинца, действовала русская школа I ступени (пятилетка). Постановлением ВЦИК «О реорганизации сети районов Крымской АССР» от 30 октября 1930 года из Феодосийского района был выделен (воссоздан) Старо-Крымский район (по другим сведениям 15 сентября 1931 года) и село включили в его состав, а, с образованием в 1935 году Кировского — в состав нового района. По данным всесоюзной переписи населения 1939 года в селе проживало 505 человек.

Во время Великой Отечественной войны, в марте 1943 года в районе Байгоджи был высажен советский парашютный десант, в состав которого входили испанские республиканцы. Погибшие в бою с гитлеровцами захоронены в братской могиле, сейчас на северной окраине села. В 1962 году на могиле был установлен памятник. работы Е. К. Кучеренко, который в 1980-х годах заменён. На фронтах Отечественной войны воевало и погибло 42 жителя Байгоджи. В 1967 году в центре села в честь воинов — односельчан установлен памятный знак. При освобождении Байгоджи, в апреле 1944 года, погибли партизаны А. Н. Конюхов и И. Д. Расторгуев, похороненные в братской могиле в центре села, на которой в том же году был установлен памятник, в 1980-е годы заменённый на современный. Постановлением Совета министров Республики Крым № 627 от 20 декабря 2016 года отнесённый к категории объектов культурно-исторического наследия России.

Прежнийе памятник на могиле партизан.
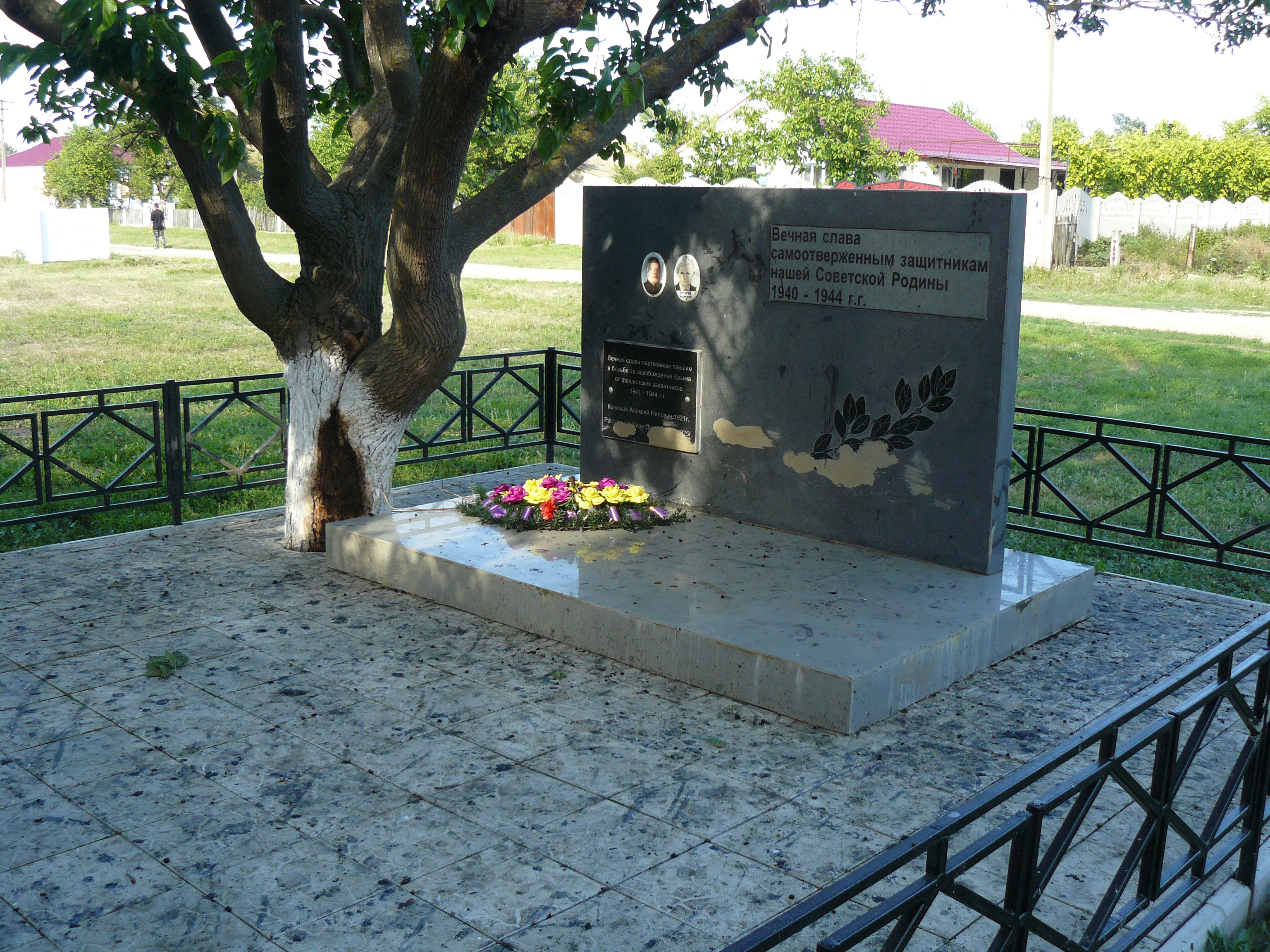
Современный памятник на могиле партизан.
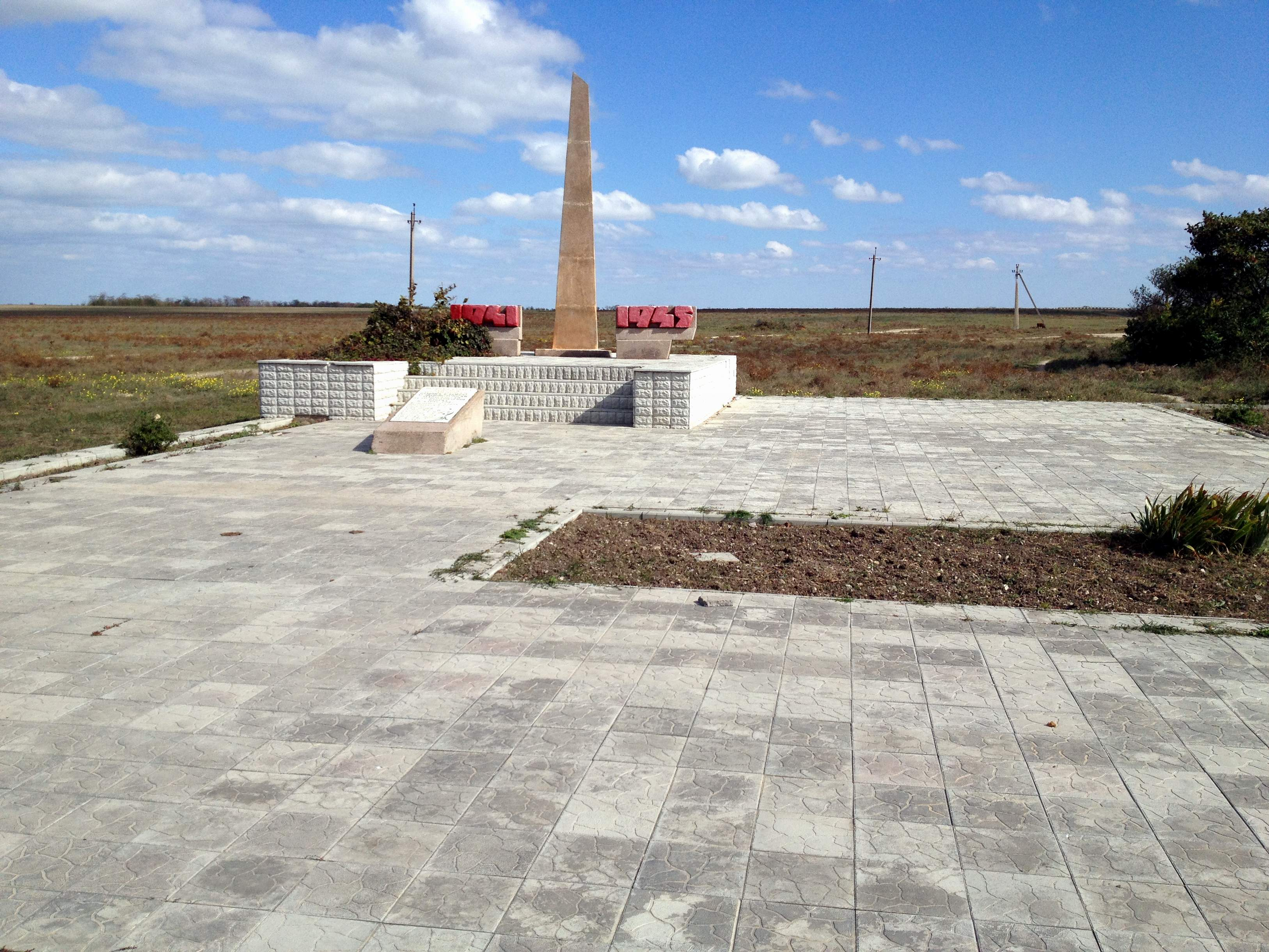
Братская могила советских воинов и испанских республиканцев.
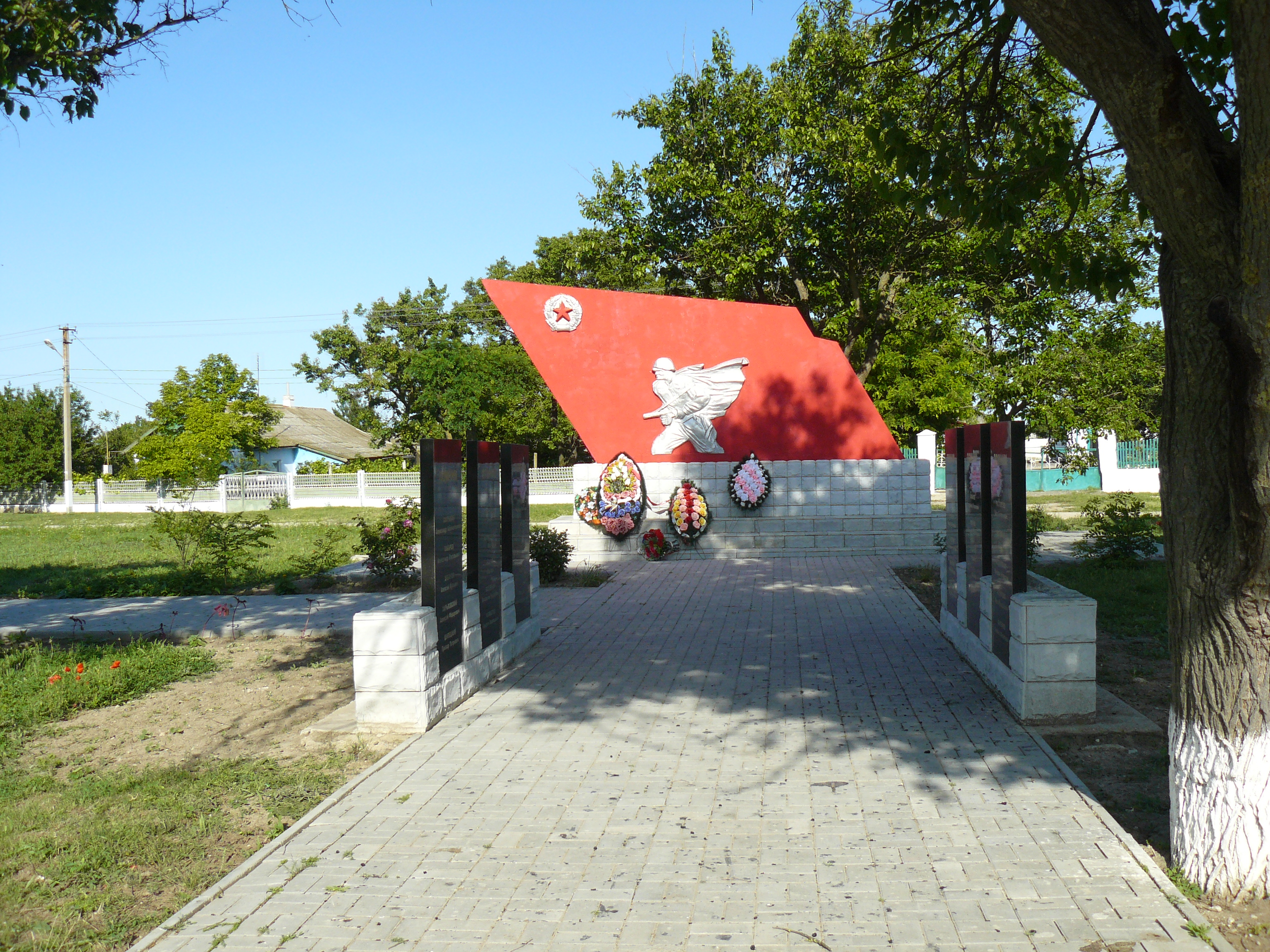
Памятный знак  в честь воинов — односельчан

В 1944 году, после освобождения Крыма от фашистов, 12 августа 1944 года было принято постановление № ГОКО-6372с «О переселении колхозников в районы Крыма» и в сентябре того же года в район приехали первые переселенцы, 428 семей, из Тамбовской области, а в начале 1950-х годов последовала вторая волна переселенцев. С 1954 года местами наиболее массового набора населения стали различные области Украины. Указом Президиума Верховного Совета РСФСР от 21 августа 1945 года Шубино-Байгоджа был переименован в Шубино и Шубино-Байгоджинский сельсовет — в Шубинский. С 25 июня 1946 года Шубино в составе Крымской области РСФСР, а 26 апреля 1954 года Крымская область была передана из состава РСФСР в состав УССР. Время упразднения сельсовета и включения в Токаревский пока не установлено: на 15 июня 1960 года село уже числилось в составе. Указом Президиума Верховного Совета УССР «Об укрупнении сельских районов Крымской области», от 30 декабря 1962 года Кировский район был упразднён и село присоединили к Нижнегорскому. 1 января 1965 года, указом Президиума ВС УССР «О внесении изменений в административное районирование УССР — по Крымской области», вновь включили в состав Кировского. По данным переписи 1989 года в селе проживало 1144 человека. С 12 февраля 1991 года село в восстановленной Крымской АССР, 26 февраля 1992 года переименованной в Автономную Республику Крым. С 21 марта 2014 года в составе Крыма аннексировано Россией.